# Xã Lake Grove, Quận Mahnomen, Minnesota
Xã Lake Grove (tiếng Anh: Lake Grove Township) là một xã thuộc quận Mahnomen, tiểu bang Minnesota, Hoa Kỳ. Năm 2010, dân số của xã này là 189 người.